# André Pisart

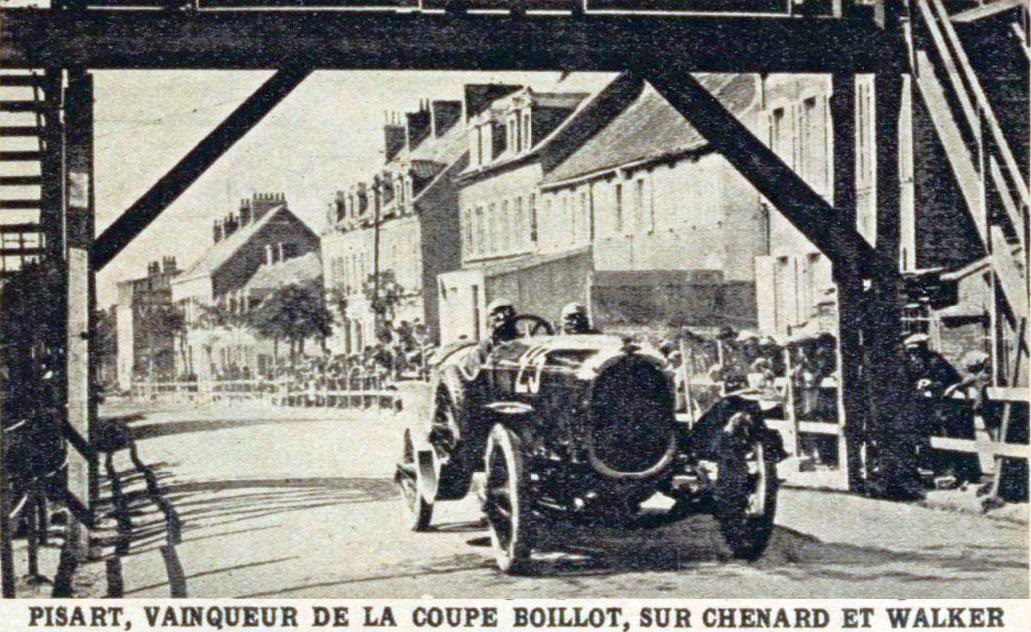
Même course, à l'arrivée.

André Pisart est un ingénieur, pilote automobile de course belge.

## Biographie
André Pisart, né en 1898 et mort le 7 juillet 1952 à 54 ans, est le premier pilote belge à connaître une victoire aux 24 Heures du Mans, associé à Chavée en catégorie 2 Litre sur Chenard et Walcker en 1924 (et 4e au classement général). Pour sa seconde participation en 1925 associé à Jacques Édouard Ledure -dit Elgy- sur Chenard et Walcker 4 Litre, il doit abandonner.
Il remporte en 1923 la Coupe Georges Boillot du Meeting de Boulogne-sur-Mer (3e au général, avec victoire de classe 3 L. devant Lagache) et le Grand Prix du Mans, puis en 1924 le Grand Prix de Lille (deuxième aux 24 Heures de Spa et troisième du circuit des Routes Pavées), en 1925 le Grand Prix automobile de La Baule (troisième la même année du "Grand Prix de France des Voiturettes" précédant le GP de France proprement dit), et en 1926 -sur Sénéchal cette fois-là- le Grand Prix voiturettes de la Meuse.
En 1926 enfin, toujours sur Chenard et Walcker, il termine 7e des 24 heures de Spa-Francorchamps associé à Manso de Zúñiga, et second du Grand Prix de Guipozcoa tourisme associé à André Lagache. Sa dernière course a lieu en septembre de la même année lors des Routes Pavées.
André Pisart est le frère de Raymond Pisart, le grand-père de l'humoriste belge André Lamy 
André Pisart a fait partie de la fameuse équipe Chenard et Walcker qui gagna la quasi-totalité des courses durant la période de 1923 à 1927. Il retrace cette période dans son autobiographie Mes courses, publiée en 1945 par les Éditions Lumière de Bruxelles, un témoignage précieux sur l'univers de la course automobile durant les années 1920.